# Klaus Hilpert
Klaus Hilpert (* 4. Januar 1944 in Bochum; † 20. Januar 2014) war ein deutscher Fußballtrainer und Vereinsmanager.

## Werdegang
Hilpert begann Anfang der 1970er Jahre seine Trainerkarriere.
In der Saison 1971/72 und 1972/73 trainierte er den Bezirksligisten FC Bochum 1910/21., wo er zuvor auch bereits im Jugendausschuss tätig war.
In der Saison 1975/76 trainierte er dann die Amateurmannschaft des VfL Bochum. Anschließend wechselte er zu Rot-Weiss Lüdenscheid und führte den Verein 1977 zum Aufstieg in die 2. Bundesliga. Im Dezember 1977 wurde Hilpert in Lüdenscheid entlassen und, nach zwei Jahren in Island, beim ÍA Akranes, wurde er Trainer des Paderborner Oberligisten TuS Schloß Neuhaus. Dort wurde Hilpert im Februar 1981 entlassen. Über die SG Wattenscheid 09 in der Saison 1981/82 kam er 1984 zum münsterländischen Verein ASC Schöppingen. Hilpert führte den ASC 1986 zur Westfalenmeisterschaft, verpasste aber in der folgenden Aufstiegsrunde den möglichen Sprung in die 2. Bundesliga.
Ein Jahr später verließ Hilpert Schöppingen und kehrte nach Bochum zurück, wo er beim VfL den Managerposten übernahm. 14 Jahre lang übte er dieses Amt aus, während die Bochumer 1988 das DFB-Pokalfinale und 1997 den UEFA-Pokal erreichten. Anschließend war er noch kurzzeitig als Trainer bei Rot-Weiß Oberhausen und Fortuna Köln tätig. In der Saison 2008/09 war Hilpert sportlicher Leiter beim 1. FC Kleve. Nach langer, schwerer Krankheit verstarb Hilpert am 20. Januar 2014.